# Arthur McDonald
Arthur Bruce "Art" McDonald, född 29 augusti 1943 i Sydney i Nova Scotia, Kanada, är en kanadensisk fysiker. 
År 2015 tilldelades han Nobelpriset i fysik tillsammans med Takaaki Kajita för "upptäckten av neutrinooscillationer, som visar att neutriner har massa".
McDonald tog en Master of science-examen i fysik 1965 vid Dalhousie University i Halifax. Han tog en filosofie doktor-examen 1969 vid California Institute of Technology i Pasadena i USA. Mellan 1982 och 1989 var han professor vid Princeton University. Han är sedan 2013 professor emeritus vid Queen's University i Kingston i Kanada och chef för Sudbury Neutrino Observatory Institute sedan 1989.